# Drymeia brumalis
Drymeia brumalis är en tvåvingeart som först beskrevs av Camillo Rondani 1866.  Drymeia brumalis ingår i släktet Drymeia och familjen husflugor. Inga underarter finns listade i Catalogue of Life.